# Valeria Molinero
Valeria Molinero ist eine argentinisch-US-amerikanische Chemikerin an der University of Utah in Salt Lake City. Hier ist sie Jack and Peg Simons Endowed Professor für Theoretische Chemie und Direktorin des Henry Eyring Center for Theoretical Chemistry.
Molinero wuchs in Buenos Aires auf. Sie erwarb an der Universidad de Buenos Aires 1994 einen Studienabschluss in Chemie und 1999 einen Ph.D. in Physikalischer Chemie. Als Postdoktorandin arbeitete sie bei William A. Goddard am California Institute of Technology. Nach kurzer Forschungstätigkeit an der Arizona State University ist sie seit 2006 an der University of Utah.
Valeria Molinero befasst sich mit theoretischen und computerbasierten Untersuchungen der Wechselwirkungen von Struktur, Phasentransformation und Dynamik bestimmter (tetraedrischer) Materialien, darunter Wasser, Siliciumdioxid und bestimmte Energiespeichermedien.
Molinero erhielt 2019 den Cozzarelli-Preis der Proceedings of the National Academy of Sciences of the United States of America (PNAS). Sie wurde 2021 gewähltes Mitglied der American Academy of Arts and Sciences und 2022 der National Academy of Sciences. Sie erhielt 2022 ein Ehrendoktorat der Universidad de Buenos Aires. Für 2023 wurde ihr für „grundlegende Beiträge zum Verständnis der Kristallisation von Wasser und der heterogenen Nukleation“ der Irving Langmuir Award zugesprochen.
Molinero hat laut Google Scholar einen h-Index von 59, laut Datenbank Scopus einen von 54 (jeweils Stand Oktober 2022).